# Gramàtica del txuvaix
La gramàtica del txuvaix és, en línies generals, semblant a la d'altres llengües turqueses, però molt diferent de les llengües indoeuropees, com el català, l'anglès o el rus.
Quant a la morfologia, com la resta de llengües turqueses, el txuvaix és una llengua aglutinant, caracteritzat per un gran nombre de morfemes que s'afegeixen els uns rere els altres. Sempre van darrere l'arrel del mot, per la qual cosa se'ls anomena també sufixos. El txuvaix no té prefixos, almenys en els mots patrimonials. Els sufixos acostumen a ser clarament destriables i, en general, tenen una sola forma. Potser més que en altres llengües turqueses, però, alguns morfemes en txuvaix presenten formes diferents (per exemple -ǎp i -ǎn per a la primera persona en els verbs) i, a vegades, tendeixen a fusionar-se amb morfemes veïns.

## Morfologia
Es distingeixen, bàsicament, vuit categories gramaticals: noms, adjectius, numerals, pronoms, verbs, adverbis, postposicions i conjuncions. El txuvaix no té articles.

### Els noms
La forma dels noms es caracteritza per tres tipus de desinències: la possessió, el plural i el cas, en aquest ordre. Com en la resta de llengües turqueses, el txuvaix no té gènere gramatical.

#### Cas
Les gramàtiques txuvaixes consideres que el txuvaix té vuit casos: absolutiu, genitiu, datiu, locatiu, instrumental comitatiu, abessiu i causal final. Els cinc primers provenen del prototurquès, mentre que els tres darrers han aparegut relativament recentment i s'han format a partir d'antigues postposicions que van passar a ser enclítics.
| Absolutiu              | uram     | carrer          |
| Genitiu                | uram·ăn  | del carrer      |
| Datiu                  | uram·a   | al carrer       |
| Locatiu                | uram·ra  | en el carrer    |
| Ablatiu                | uram·ran | des del carrer  |
| Instrumental comitatiu | uram·pa  | amb el carrer   |
| Abessiu                | uram·săr | sense el carrer |
| Causal final           | uram·şăn | per al carrer   |

Les comptadíssimes gramàtiques del txuvaix en anglès, en canvi, no incloen l'abessiu i el causal final com a casos. Alguns autors afirmen que, en cas d'incloure'ls com a casos, altres morfemes, que normalment es consideren derivatius, també podrien considerar-se com a marcadors de cas, per exemple AllA («cap a»: uramalla, «cap al carrer, cap a un carrer»), lǍ (adjectivitzador: uramlă, «del carrer, d'un carrer») i lA (adverbalitzador: uramla, «com un carrer»). Cal remarcar que el morfema la, amb el mateix sentit que el lA en txuvaix, es troba en mari, on es considera el morfema del cas comparatiu.
L'absolutiu, en txuvaix, s'utilitza tant per al subjecte com, en general, per al complement directe. Tanmateix, quan el complement directe està determinat, s'empra el datiu:
| txuvaix | epĕ kĕneke vulatăp                | epĕ kĕnekene vulatăp              |
| glossa  | jo.ABS llibre.ABS llegir.PRES.1SG | jo.ABS llibre.DAT llegir.PRES.1SG |
| català  | jo llegeixo un llibre             | jo llegeixo el llibre             |

Cal notar que l'instrumental comitatiu sovint es fa servir amb dos noms com la nostra conjunció «i»: operăpa balet, «òpera i ballet» (literalment: «amb òpera ballet»).
A causa de les nombroses regles fonètiques de la llengua, els morfemes de cas adopten formes més o menys diferents en funció de diferents factors que es presenten en el següent quadre sinòptic:
|                                                      | Consonant final                                  | Consonant final | Consonant final | Consonant final | Consonant final     | Vocal final | Vocal final | Vocal final             | Vocal final | Vocal final    |
| cas general                                          | cas general                                      | -R              | -L              | -N              | tònica              | tònica      | tònica      | àtona                   | àtona       |                |
| vocals posteriors i consonant final no palatalitzada | vocals anteriors o consonant final palatalitzada | -R              | -L              | -N              | -A (-E)             | -I          | -U (-Ü)     | patrimonial o assimilat | russisme    |                |
| ---------------------------------------------------- | ------------------------------------------------ | --------------- | --------------- | --------------- | ------------------- | ----------- | ----------- | ----------------------- | ----------- | -------------- |
| Absolutiu                                            | uram                                             | hĕv             | văkăr           | śul             | avtan               | laşa        | şăşi        | tu                      | pulă        | literatura     |
| Genitiu                                              | uram·ăn                                          | hĕv·ĕn          | văkăr·ăn        | śul·ăn          | avtan·ăn            | laşa·n      | şăşi·n      | tăv·ăn                  | pull·ăn     | literatur·ăn   |
| Datiu                                                | uram·a                                           | hĕv·e           | văkăr·a         | śul·a           | avtan·a             | laşa·na     | şăşi·yе     | tăv·а                   | pull·a      | literatur·a    |
| Locatiu                                              | uram·ra                                          | hĕv·re          | văkăr·ta        | śul·ta śul·ra   | avtan·ta avtan·ra   | laşa·ra     | şăşi·rе     | tu·rа                   | pulă·ra     | literatură·ra  |
| Ablatiu                                              | uram·ran                                         | hĕv·ren         | văkăr·tan       | śul·tan śul·ran | avtan·tan avtan·ran | laşa·ran    | şăşi·rеn    | tu·rаn                  | pulă·ran    | literatură·ran |
| Instrumental comitatiu                               | uram·pa                                          | hĕv·pe          | văkăr·pa        | śul·pa          | avtan·pa            | laşa·pa     | şăşi·pе     | tu·pа                   | pulă·pa     | literatură·pa  |
| Abessiu                                              | uram·săr                                         | hĕv·sĕr         | văkăr·săr       | śul·săr         | avtan·săr           | laşa·săr    | şăşi·sӗr    | tu·săr                  | pulă·săr    | literatură·săr |
| Causal final                                         | uram·şăn                                         | hĕv·şĕn         | văkăr·şăn       | śul·şăn         | avtan·şăn           | laşa·şăn    | şăşi·şӗn    | tu·şăn                  | pulă·şăn    | literatură·şăn |

Els afixos de cas tenen dues formes: una amb una vocal posterior (a o ă) i una amb una vocal anterior (e o ĕ), seguint les regles d'harmonia vocàlica de la llengua: uram › uramăn, però hĕv › hĕvĕn. A la taula els dos casos estan representats només en les dues primeres columnes (uram i hĕv).
Altres regles fonètiques a què estan sotmesos els morfemes de cas són, per exemple, les vocals àtones ă i ĕ del sufix genitiu s'elideixen en presència d'una vocal tònica a, e o i (laşa·ăn › laşa·n; şăşi·ӗn › şăşi·n). En canvi, en el datiu, en els mots acabats en vocal tònica, apareix una consonant epentètica entre la vocal final de l'arrel i el sufix A (a/e) del datiu per evitar la consecutivitat de vocals: laşa·a › laşa·na, şăşi·е › şăşi·yе, tu › tăv·ăn, pü › pĕv·ĕn. Aquestes epèntesis entre vocals són característiques del txuvaix. En el genitiu i el datiu, en les paraules patrimonials terminades en vocal àtona, es produeix una geminació, tal com també passa en el possessiu de tercera persona (pulă·ăn › pull·ăn; pulă·a › pull·a). Cal notar també que, en presència d'una vocal àtona, per dissimilació, la r del locatiu i l'ablatiu muta en t després de r i, en part, l i n (văkăr·ra › văkăr·ta, śulra › śul·ta, avtan·ra › avtan·ta).
És d'afegir que els mots amb i final àtona (només existent en mots d'origen rus introduïts a la llengua durant el període soviètic), la declinació es fa igual que en els mots patrimonials amb i final tònica (informatsi › informatsin, etc.).
Convé assenyalar una homografia freqüent en els cognoms. Per exemple, d'acord amb les regles de la taula anterior, Ivanovăn és el genitiu tant del cognom masculí Ivanov com del femení Ivanova. Tanmateix, els derivats d’Ivanov mantenen la pronunciació russa de la v final com a f, mentre que els d’Ivanova la mantenen sonora. Així l’Ivanovăn d’Ivanov es pronuncia [iʋəˈnofən], mentre que el d’Ivanova és [iʋəˈnoʋən].

#### Possessiu
La possessió es pot indicar per un sufix enganxat a l'arrel: -Ăm, -Y, -ĕ/i, -ĂmĂr, -Ăr, ĕ/i. En la llengua actual, però, aquests sufixos són rarament utilitzats, excepte per als termes de parentiu i el sufix de tercera persona ĕ/i per a la composició de mots. Els paradigmes bàsics es presenten en la següent taula:
|          | Consonant final                                      | Consonant final                                  | Vocal final     | Vocal final   |
|          | vocals posteriors i consonant final no palatalitzada | vocals anteriors o consonant final palatalitzada | tònica          | àtona         |
| -------- | ---------------------------------------------------- | ------------------------------------------------ | --------------- | ------------- |
| Lema     | yultaş («company»)                                   | hĕr («filla»)                                    | laśa («cavall») | pulă («peix») |
| 1a sg    | yultaş·ăm                                            | hĕr·ĕm                                           | laśa·m          | pull·ăm       |
| 2a sg    | yultaş·u                                             | hĕr·ü                                            | laś·u           | pull·u        |
| 3a sg/pl | yultaş·ĕ                                             | hĕr·ĕ                                            | laś·i           | pull·i        |
| 1a pl    | yultaş·ăm·ăr                                         | hĕr·ĕm·ĕr                                        | laśa·m·ăr       | pull·ăm·ăr    |
| 2a pl    | yultaş·ăr                                            | hĕr·ĕr                                           | laś·ăr          | pull·ăr       |

En diferents mots relacionats amb la família, la tercera persona es construeix amb el morfema Ăşĕ. Els mots anne («mare») i atte («pare») tenen moltes formes irregulars:
| Lema     | anne («mare») | atte («pare») | appa («germana gran») | piççe («germà gran») |
| 1a sg    | anne·m        | atte·m        | appa·m                | piççe·m              |
| 2a sg    | ann·ü         | aś·u          | app·u                 | piçç·ü               |
| 3a sg/pl | am·ăşĕ        | aşş·ĕ         | app·ăşĕ               | piçç·ĕşĕ             |
| 1a pl    | anne·m·ĕr     | atte·m·ĕr     | app·ăm·ăr             | piçç·ĕm·ĕr           |
| 2a pl    | ann·ĕr        | aś·ăr         | app·ăr                | piçç·ĕr              |

Un nombre molt reduït de noms només tenen formes amb possessiu. Per exemple, şăllăm significa «el meu germà petit», şăllu és «el teu germà petit», etc., sense que hi hagi cap forma sense possessiu per expressar «germà petit».
Per a la tercera persona del possessiu, ĕ és utilitzat per a arrels terminades en consonant (uram › uramĕ), mentre que i per a arrels amb a, ă, e o bé ĕ final (laşa › laşi; pulă › pulli). En els mots acabats en vocal àtona, cal notar la caiguda de la vocal àtona, però, compensatòriament, es produeix una geminació de la consonant final de l'arrel, tal com passa en genitiu i datiu de les formes sense possessiu: pulă › pulli. Aquesta geminació, però, no s'esdevé per als russismes introduïts en l'època soviètica, anàlogament al genitiu i datiu de les formes sense possessiu: literatura › literaturi. Per als mots acabats en i, u o ü s'utilitza la ĕ. En aquests casos, es produeixen els canvis fonètics habituals de la llengua per evitar dues vocals seguides: şăşi › şăşiyĕ, natsi › natsiyĕ ; tu › tăvĕ; pü › pĕvĕ. En les paraules acabades en t, t’, d o bé d’ es produeix una africació: śurt › śurçĕ;  tetrad’ › tetraçĕ. Els paradigmes es presenten en aquesta taula sintètica:
|                        | Possessiu de tercera persona | Possessiu de tercera persona | Possessiu de tercera persona | Possessiu de tercera persona | Possessiu de tercera persona | Possessiu de tercera persona | Possessiu de tercera persona |
| Consonant final        | Consonant final              | Vocal final                  | Vocal final                  | Vocal final                  | Vocal final                  | Vocal final                  |                              |
| cas general            | -T (-t, -t', -d, -d')        | tònica                       | tònica                       | tònica                       | àtona                        | àtona                        |                              |
| cas general            | -T (-t, -t', -d, -d')        | -A (-E)                      | -I                           | -U (-Ü)                      | patrimonial o assimilat      | russisme                     |                              |
| ---------------------- | ---------------------------- | ---------------------------- | ---------------------------- | ---------------------------- | ---------------------------- | ---------------------------- | ---------------------------- |
| Lema                   | uram («carrer»)              | śurt («casa»)                | laşa («cavall»)              | şăşi («ratolí»)              | tu («turó, muntanya»)        | pulă («peix»)                | literatura («literatura»)    |
| Absolutiu              | uram·ĕ                       | śurç·ĕ                       | laş·i                        | şăşi·yĕ                      | tăv·ĕ                        | pull·i                       | literatur·i                  |
| Genitiu                | uram·ĕ·n                     | śurç·ĕ·n                     | laş·i·n                      | şăşi·yĕ·n                    | tăv·ĕ·n                      | pull·i·n pull·i·yĕ·n         | literatur·i·n                |
| Datiu                  | uram·n·е                     | śurt·n·е                     | laş·in·е                     | şăşi·n·е                     | tăv·n·е                      | pull·in·е                    | literatur·in·е               |
| Locatiu                | uram·ĕn·çе                   | śurt·ĕn·çе                   | laş·in·çе                    | şăşi·yĕn·çе                  | tăv·ĕn·çе                    | pull·in·çе                   | literatur·in·çе              |
| Ablatiu                | uram·ĕn·çеn                  | śurt·ĕn·çеn                  | laş·in·çеn                   | şăşi·yĕn·çеn                 | tăv·ĕn·çеn                   | pull·in·çеn                  | literatur·in·çеn             |
| Instrumental comitatiu | uram·ĕ·pе                    | śurç·ĕ·pе                    | laş·i·pе                     | şăşi·yĕ·pе                   | tăv·ĕ·pе                     | pull·i·pе                    | literatur·i·pе               |
| Abessiu                | uram·ĕ·sĕр                   | śurç·ĕ·sĕр                   | laş·i·sĕр                    | şăşi·yĕ·sĕр                  | tăv·ĕ·sĕр                    | pull·i·sĕр                   | literatur·i·sĕр              |
| Causal final           | uram·ĕ·şĕn                   | śurç·ĕ·şĕn                   | laş·i·şĕn                    | şăşi·yĕ·şĕn                  | tăv·ĕ·şĕn                    | pull·i·şĕn                   | literatur·i·şĕn              |

#### Plural
El plural dels noms es fa afegint el sufix sem a l'arrel o a sufix possessiu: uram («carrer»), uramsem («carrers»), uramĕsem («els seus carrers»). Aquest sufix és específic del txuvaix i el diferencia de tota la resta de llengües turqueses que, bàsicament, fan servir el sufix lAr a aquest efecte.
No s'utilitza darrere un numeral cardinal o un quantitatiu: ikĕ śin («dues persones»), numay śin («moltes persones»). Sovint se sobreentén: alǎ śu («rentar-se les mans», literalment «mà rentar»); kǎmpa tat («collir bolets», literalment «bolet collir»).
El morfema de plural s'amalgama amb els de cas de manera que són difícils de destriar. El resultat és el següent, utilitzant uram («carrer») com a exemple (cal notar que la vocal e de sem causa l'ús de les vocals anteriors e o ĕ):
|                        | Singular | Plural       | Possessiu 3a persona + Plural |
| ---------------------- | -------- | ------------ | ----------------------------- |
| Absolutiu              | uram     | uram·sem     | uram·ĕ.sem                    |
| Genitiu                | uram·ăn  | uram·sen     | uram·ĕ.sen                    |
| Datiu                  | uram·a   | uram·sen·e   | uram·ĕ.sen·e                  |
| Locatiu                | uram·ra  | uram·sen·çe  | uram·ĕ.sen·çe                 |
| Ablatiu                | uram·ran | uram·sen·çen | uram·ĕ.sen·çen                |
| Instrumental comitatiu | uram·pa  | uram·sem·pe  | uram·ĕ.sem·pe                 |
| Abessiu                | uram·săr | uram·sem·sĕr | uram·ĕ.sem·sĕr                |
| Causal final           | uram·şăn | uram·sem·şĕn | uram·ĕ.sem·şĕn                |

### Els adjectius
Els adjectius no concorden amb els substantius que modifiquen, però poden rebre terminacions de cas quan estan sols, sense substantiu. Els adjectius antecedeixen els substantius.
El comparatiu es fa amb el sufix -rAh: pısăk («gran») › pısăkrah («més gran»); pěçěk («petit») › pěçěkreh («més petit»). En els mots terminats en r, el sufix esdevé -tArAh: yıvăr («pesant, difícil, dolorós») › yıvărtarah («més pesant, difícil, dolorós»); çiper («bonic») › çipertereh («més bonic»). Els mots acabat en l, n o y admeten tant -rAh com -tArAh.
El superlatiu relatiu s'acostuma a fer amb els adverbis çi o çăn: hitre («bonic») › çi hitre, çăn hitre («el més bonic»). Una segona forma consisteix a duplicar l'adjectiu, posant el primer en ablatiu: hitreren hitre («bonic entre els bonics, el més bonic»); ăslă («intel·ligent») › ăslăran ăslă («intel·ligent entre els intel·ligents, el més intel·ligent»). Una tercera forma és usant una forma del pronom purte («tot»): purinçen te ăslă («el més intel·ligent (de tots)»).
El superlatiu absolut s'acostuma a fer amb adverbis com pitĕ: pitĕ hitre («molt bonic»). També es fan servir duplicacions: şură-şură («molt blanc», literalment «blanc-blanc»). A vegades, aquestes duplicacions no són plenes i la forma prefixada pot patir alguns canvis: hĕr-hĕrle («del tot vermell»), yĕp-yĕpe («del tot moll»), tak-takăr («del tot pla»), hup-hura («del tot negre»), şap-şură («del tot blanc»).
Els adjectius admeten també el morfema de reforç Ah: hitre («bonic») › hitreh («força bonic»); vĕri («calent») › vĕriyeh mar («no gaire calent»).
Els adjectius admeten també el morfema de passat ççĕ: văl ilemlĕççĕ («ell(a) era bonic(a)») – a partir d' ilemlĕ («bonic»).

### Els numerals
Els numerals en txuvaix són molt clarament turquesos. Tenen, però, una distinció entre formes plenes i curtes que és molt infreqüent en les llengües turqueses, però que es troba en mari, per la qual cosa és possible que hagi aparegut en contacte amb aquest. Les formes curtes s'empren com a determinants (ikĕ śurt, «dues cases»), mentre que les formes plenes, en els altres casos (manăn ikkĕ, «en tinc dos/dues»).
|    | Forma plena | Forma curta       |      | Forma plena | Forma curta |
| 1  | pĕrre       | pĕr               |      |             |             |
| 2  | ikkĕ        | ikĕ, ik           | 20   | śirĕm       |             |
| 3  | viśśĕ       | viśĕ, viś         | 30   | vătăr       |             |
| 4  | tăvattă     | tăvată, tăvat     | 40   | hĕrĕh       |             |
| 5  | pillĕk      | pilĕk             | 50   | allă        | ală, al     |
| 6  | ulttă       | ultă, ult         | 60   | utmăl       |             |
| 7  | śiççĕ       | śiçĕ, śiç         | 70   | śitmĕl      |             |
| 8  | sakkăr      | sakăr             | 80   | sakăr vunnă | sakăr vun   |
| 9  | tăhhăr      | tăhăr             | 90   | tăhăr vunnă | tăhăr vun   |
| 10 | vunnă       | vună, vun         | 100  | śĕr         |             |
| 11 | vun pĕr     | vun pĕr           | 1000 | pin         |             |
| 12 | vun ikkĕ    | vun ikĕ, vun ik   |      |             |             |
| 13 | vun viśśĕ   | vun viśĕ, vun viś |      |             |             |

Les formes plenes poden declinar-se: tăvattăra, «a les quatre». També admeten sufixos possessius: iksĕmĕr («nosaltres dos»), iksĕr («vosaltres dos»), ikkĕşşĕ («ells dos»).
Darrere un numeral, el nom no es posa en plural: ikĕ śurt, «dues cases».
Els ordinals es construeixen a partir de les formes plenes amb el sufix -mĕş: pĕrremĕş, ikkĕmĕş, viśśĕmĕş, tăvattămĕş... (primer, segon, tercer, quart).

### Els pronoms

#### Pronoms personals
Com que no té gènere, el txuvaix no el distingeix en els pronoms de tercera persona: văl equival tant a «ell» com a «ella», així com vĕsem s'empra tant per a «ells» com per a «elles».
Per influència del rus, els pronoms de segona persona del plural s'utilitzen tant per a «vosaltres» com per a «vós».
Els pronoms personals tenen, bàsicament, dues arrels diferents en el cas absolutiu i en els oblics. Només la tercera persona del plural gairebé manté l'arrel, potser perquè aquesta deriva de la tercera persona del singular (văl + sem › vĕsem).
|                        | 1a sg      | 2a sg      | 3a sg         | 1a pl              | 2a pl              | 3a pl          |
| ---------------------- | ---------- | ---------- | ------------- | ------------------ | ------------------ | -------------- |
| Absolutiu              | epĕ ep     | esĕ es     | văl           | epir epĕr          | esir esĕr          | vĕsem          |
| Genitiu                | man·ăn man | san·ăn san | un·ăn un      | pir·ĕn             | sir·ĕn             | vĕsen·ĕn vĕsen |
| Datiu                  | man·a      | san·a      | ăn·a          | pir·e              | sir·e              | vĕsen·e        |
| Locatiu                | man·ra     | san·ra     | un·ra un·ta   | pir·te pir·ĕn·te   | sir·te sir·ĕn·te   | vĕsen·çe       |
| Ablatiu                | man·ran    | san·ran    | un·ran un·tan | pir·ten pir·ĕn·ten | sir·ten sir·ĕn·ten | vĕsen·çen      |
| Instrumental comitatiu | man·pa     | san·pa     | un·pa         | pir·pe             | sir·pe             | vĕsen·pe       |
| Abessiu                | man·săr    | san·săr    | un·săr        | pir·sĕr            | sir·sĕr            | vĕsen·sĕr      |
| Causal final           | man·şăn    | san·şăn    | un·şăn        | pir·şĕn            | sir·şĕn            | vĕsen·şĕn      |

Com es pot veure, sobretot en l'absolutiu i genitiu hi ha formes escurçades. Les formes obliqües són regulars, a partir de l'arrel secundària, excepte per al datiu de la tercera persona del singular i el locatiu i l'ablatiu de la tercera del plural.
Les formes de genitiu s'empren habitualment per expressar la possessió quan el possessor és una persona. En general, això es fa en comptes de l'afix possessiu: manăn laşa, sanăn laşa, unăn laşa... («el meu cavall», «el teu cavall», «el seu cavall»). Tanmateix, a vegades es manté l'afix: manăn ıvălăm. sanăn ıvălu, unăn ıvălě... («el meu fill», «el teu fill», «el seu fill»).

#### Pronoms reflexius
El txuvaix disposa de pronoms reflexius específics per a cada persona:
|           | 1a sg | 2a sg  | 3a sg | 1a pl | 2a pl | 3a pl  |
| --------- | ----- | ------ | ----- | ----- | ----- | ------ |
| Absolutiu | ham   | hăv hu | hay   | hamăr | hăvăr | hăysem |

Es pot veure que, bàsicament, és com si estiguessin construïts a partir d'una forma inexistent *hă amb els morfemes de possessiu. La forma de tercera persona del singular, hay, sembla provenir de hayě, amb una y epentètica, segons les regles fonètiques habituals del txuvaix. La ě final del possessiu ha caigut, però l'efecte es nota perquè les formes obliqües es formen amb vocals anteriors: hayěn, haye, etc. La tercera persona del plural, haysem, està formada a partir de la tercera del singular amb el sufix del plural sem.
Els casos oblics són regulars. Només els de la segona persona del singular presenten formes, provinents de hăv o hu, que les diferents gramàtiques txuvaixes no sempre s'acorden en considerar normatives.
Els pronoms reflexius es poden utilitzar com a formes emfàtiques del pronom personal, per exemple com a subjecte: hăm ayăplă («soc culpable», «la culpa és meva», literalment «jo-reflexiu culpable»). Es poden utilitzar en combinació amb els pronoms personals: epě ham ta ănlanaymarăm («jo mateix no ho puc entendre», literalment «jo jo-reflexiu també/tampoc puc-entendre»).

### Els verbs
Els verbs funcionen també de manera molt diferent de les llengües indoeuropees. En particular, el verb txuvaix disposa d'una gran varietat de participis i gerundis, cosa comuna en les llengües de la seva família. El gran nombre de formes verbals de la llengua fa que el verb txuvaix es tracta en un article separat.

### Les postposicions
El txuvaix no té preposicions, sinó, com és molt àmpliament habitual en les llengües turqueses, utilitza postposicions. Com el seu nom indica, es tracta de mots independents que s'afegeixen darrere, i no al davant, d'un sintagma, per exemple:
| txuvaix | kěneke ayne tetrad' hur        | kěneke śine tetrad' hur         | kěneke hıśne tetrad' hur          |
| glossa  | llibre sota quadern posa       | llibre sobre quadern posa       | llibre darrere quadern posa       |
| català  | posa un quadern sota el llibre | posa un quadern sobre el llibre | posa un quadern darrere el llibre |

Cal tenir en compte que el límit entre cas i postposició és, a vegades, discutible. Per exemple, com s'ha dit més amunt, els morfemes sǍr i şǍn que les gramàtiques txuvaixes consideren casos (l'abessiu i el causal final, respectivament), les gramàtiques del txuvaix en anglès consideren postposicions. En particular, el morfema ççen va ser considerat per Aixmarin com «proper a una postposició», mentre que Serguéiev el considera una «forma propera a un cas» i Benzing, que comptava deu casos en txuvaix, com un cas. El seu sentit és el de «fins a». Si es considerés un cas, se l'anomenaria terminatiu, cas que es troba en diferents llengües, com en hongarès. Exemples: pürtçen («fins a casa»), payanççen («fins avui»), narăs uyăhĕççen («fins al mes de gener»). S'utilitza sovint en comiats: Iranççen! («Fins demà!»), Tepreççen! («Fins la propera!»), Tepre kuriççen! («A reveure!» – a partir de kur, «veure», nominalitzat amb el morfema i).
A banda d'aquests casos dubtosos en què, ortogràficament, la possible postposició s'escriu com un sufix d'un altre mot, hi ha dues menes de postposicions.
Per una banda, hi ha postposicions «pures», que són invariables, per exemple valli («per a»). Aquestes postposicions poden exigir l'ús de casos com el genitiu, el datiu, l'ablatiu o, en el cas de pěrle («juntament amb»), l'instrumental comitatiu:
| txuvaix | san valli kěneke iltem                       |
| glossa  | tu.GEN per-a llibre.ABS portar.PASS-SIMP-1sg |
| glossa  | tu-genitiu per-a llibre he-portat            |
| català  | he portat un llibre per a tu                 |

Per altra banda, un segon conjunt de mots sovint considerats postposicions són, de fet, substantius que, en certa manera, recorden les locucions prepositives en altres llengües, com ara «a sota de», «a sobre de», etc.. Típicament, es tracta de noms amb un significat relacionat amb l'espai, com per exemple: ay («fons, part inferior»), śi («superfície»), hıś («darrere, part posterior») (veure els exemples més amunt). Aquest tipus de «mots postpositius» accepten possessius de tercera persona i els casos datiu, locatiu o ablatiu. Els nuclis dels sintagmes nominals que acompanyen van en absolutiu, si són substantius, o en genitiu, si són pronoms:
| txuvaix | kěneke ayne tetrad' hur                                    | Ioanna Petěrěn ayne hur                               | Ioanna un ayne hur                                   |
| glossa  | llibre.ABS fons.POSS-3sgpl.DAT quadern.ABS posar.IMPER.2sg | Joan.DAT Pere.GEN fons.POSS-3sgpl.DAT posar.IMPER.2sg | Joan.DAT ell.GEN fons.POSS-3sgpl.DAT posar.IMPER.2sg |
| glossa  | llibre al-seu-fons quadern posa                            | a-Joan de-Pere al-seu-fons posa                       | a-Joan seu/d'ell al-seu-fons posa                    |
| català  | posa el quadern sota el llibre                             | posa en Joan sota en Pere                             | posa en Joan sota seu                                |

Es pot notar que, en aquest segon cas, es tracta d'un ús extremadament semblant al de la composició de mots (veure més avall). Per un costat, el nom principal se situa en posició final, porta la marca del possessiu de tercera persona i es declina segons la seva funció en l'oració: en l'exemple, ay («fons») › ay·n·e («al seu fons», amb possessiu i datiu). Per l'altre, el nom o pronom secundari se situa al davant i normalment va en cas absolutiu, però, si es tracta d'un pronom personal, es posa en genitiu. En el cas que el nom secundari sigui el d'una persona, la llengua oral sembla usar més i més l'absolutiu en comptes del genitiu tradicional. D'aquesta manera, kěneke («llibre») en «kěneke ayne» està en absolutiu, però un en «un ayne» és el genitiu del pronom personal «văl» («ell»). En canvi, per a «sota en Pere», en la llengua formal es diu «Petěrěn ayne» (en genitiu), però col·loquialment s'escolta sovint «Petěr ayne» (sense genitiu).
Les postposicions accepten un cert nombre de morfemes, com ara el de reforç Ah:
| txuvaix | văl ěś śinçen kalaśat' | văl ěś śinçeneh kalaśat'        |
| català  | parla sobre treball    | parla precisament sobre treball |

## Sintaxi

### Ordre en l'oració
Com en la resta de llengües turqueses, l'ordre de les oracions habitual en txuvaix en txuvaix és Subjecte-Objecte-Verb (SOV): Petĕr panulmi çiet, «Pere menja una poma» (literalment «Pere poma menja»).
Seguint la tendència general de les llengües SOV, el txuvaix empra postposicions en comptes de preposicions, posa els verbs auxiliars després del verb principal, col·loca el posseïdor abans de la possessió, situa els complementadors al final de l'oració subordinada i disposa els títols personals en l'ordre nom-títol (per exemple: Petrov yultaş, «camarada Petrov»; Andriyan Nikolayev kosmonavt, «l'astronauta Andriyan Nikolayev»).
Tot això es pot veure com part d'una regla general de la llengua en què, fins i tot en presència d'indicadors formals de connexió, el membre dependent es troba davant del principal:
| txuvaix | çul śurt      | pısăk çul śurt     | tăhăr hutlă pısăk çul śurt      |
| glossa  | pedra casa    | gran pedra casa    | nou pis.ADJ gran pedra casa     |
| català  | casa de pedra | casa gran de pedra | casa gran de pedra de nou pisos |

### Còpula
El txuvaix no utilitza còpula quan l'oració és en present:
| txuvaix | ku śurt          | văl sırăvśa      | văl śüllĕ     |
| glossa  | això casa        | ell(a) escriptor | ell(a) alt(a) |
| català  | això és una casa | és escriptor(a)  | és alt(a)     |

La forma negativa, en present, es fa afegint la «partícula» mar:
| txuvaix | ku śurt mar         | văl sırăvśa mar     | văl śüllĕ mar    |
| glossa  | això casa no        | ell(a) escriptor no | ell(a) alt(a) no |
| català  | això no és una casa | no és escriptor(a)  | no és alt(a)     |

En altres temps verbals s'utilitza, en general, el verb pur («ser») o el morfema ççě de passat:
| txuvaix | ku śurt pulnă     | ku śurt pulnam       | ku śurt pulat'     | văl śüllĕççĕ         | văl śüllĕ marççĕ        |
| glossa  | això casa era     | això casa no-era     | això casa serà     | ell(a) alt(a)-passat | ell(a) alt(a) no-passat |
| català  | això era una casa | això no era una casa | això serà una casa | era alt(a)           | no era alt(a)           |

### Possessió
El txuvaix, com altres llengües turqueses, no té un verb equivalent a «tenir». Per a aquest fi utilitzar el verb pur («ser, existir, haver-hi») i un pronom personal en genitiu. La forma negativa es fa amb śuk:
| txuvaix | manăn kěneke pur     | manăn kěneke śuk        |
| glossa  | jo.GEN libre.ABS ser | jo.GEN libre.ABS no-ser |
| glossa  | de-mi llibre ser     | de-mi llibre no-ser     |
| català  | tinc un llibre       | no tinc un llibre       |

Pur i śuk admeten el morfema de passat ççě: manăn kěneke purççě («(jo) he tingut un llibre»), manăn kěneke śukçě («(jo) no he tingut un llibre»).

### Marca del cas
En una oració, la marca de cas que indica la funció del sintagma a la frase es posa només en el nom que n'és el nucli:
| txuvaix | epě viśě kăvak śurta kuratăp             | epě atte-annepe purănnă                | epě Piçet śurçěnçe ěśletěp                               |
| glossa  | jo.ABS tres blau casa.DAT veure.PRES.1sg | jo.ABS pare-mare.COMIT viure.PAS-INDEF | jo.ABS Premsa.ABS casa.POSS-3sgpl.LOC treballar.PRES.1sg |
| glossa  | jo tres blau casa-a veig                 | jo pare-mare-amb vivia                 | jo Premsa casa-seu-en treballo                           |
| català  | veig les tres cases blaves               | viva amb els pares                     | treballo a la Casa de la premsa                          |

### Composició de mots
Com en moltes llengües, en txuvaix dos mots es poden juxtaposar posant en segon lloc el principal:
|                    | txuvaix       | anglès        | alemany       | mari          |
| ------------------ | ------------- | ------------- | ------------- | ------------- |
| llengua original   | çul śurt      | stone house   | Steinhaus     | kü pört       |
| glossa             | pedra casa    | pedra casa    | pedra casa    | pedra casa    |
| traducció catalana | casa de pedra | casa de pedra | casa de pedra | casa de pedra |

En txuvaix, però, com en la resta de llengües turqueses, el mot principal, situat en segon lloc, porta en general un marcador que és el possessiu de tercera persona:
| txuvaix | kany śurçě                    | atte-annen śurçě              | Petěrěn pürçě                |
| glossa  | repòs.ABS casa.POSS-3sgpl.ABS | pares.GEN casa.POSS-3sgpl.ABS | Pere.GEN casa.POSS-3sgpl.ABS |
| glossa  | repòs casa-seu                | pares-de casa-seu             | Pere-de casa-seu             |
| català  | casa de repòs                 | casa dels pares               | casa d'en Pere               |

L'excepció principal a l'ús del marcador de tercera persona són els mots de material: çul śurt («casa de pedra», sense possessiu) en contraposició a kanu śurçě («casa de repòs», amb possessiu).
La paraula secundària, en primera posició, va, en general, en cas absolutiu. Si es tracta d'una persona, en la llengua formal s'utilitza el genitiu (la qual cosa pot recordar l'ús del genitiu saxó de l'anglès). Col·loquialment, però, l'ús de l'absolutiu és estès («atte-anne śurçě» en comptes d'«atte-annen śurçě», «Petěr pürçě» en comptes de «Petěrěn pürçě»). L'ús del genitiu en la paraula secundària, però, no està restringit a les persones:
| txuvaix | respublikăn aça-păça bol'nitsi                    |
| glossa  | república.GEN infants.ABS hospital.POSS-3sgpl.ABS |
| glossa  | república-de infants hospital-seu                 |
| català  | hospital infantil de la república                 |

En primera posició pot haver-hi tot un sintagma:
| txuvaix | operăpa balet teatrĕ                         |
| glossa  | òpera.COMIT ballet.ABS teatre.POSS-3sgpl.ABS |
| glossa  | òpera-amb ballet teatre-seu                  |
| català  | teatre de l'òpera i el ballet                |